# Centurion
För andra betydelser, se Centurion (olika betydelser).

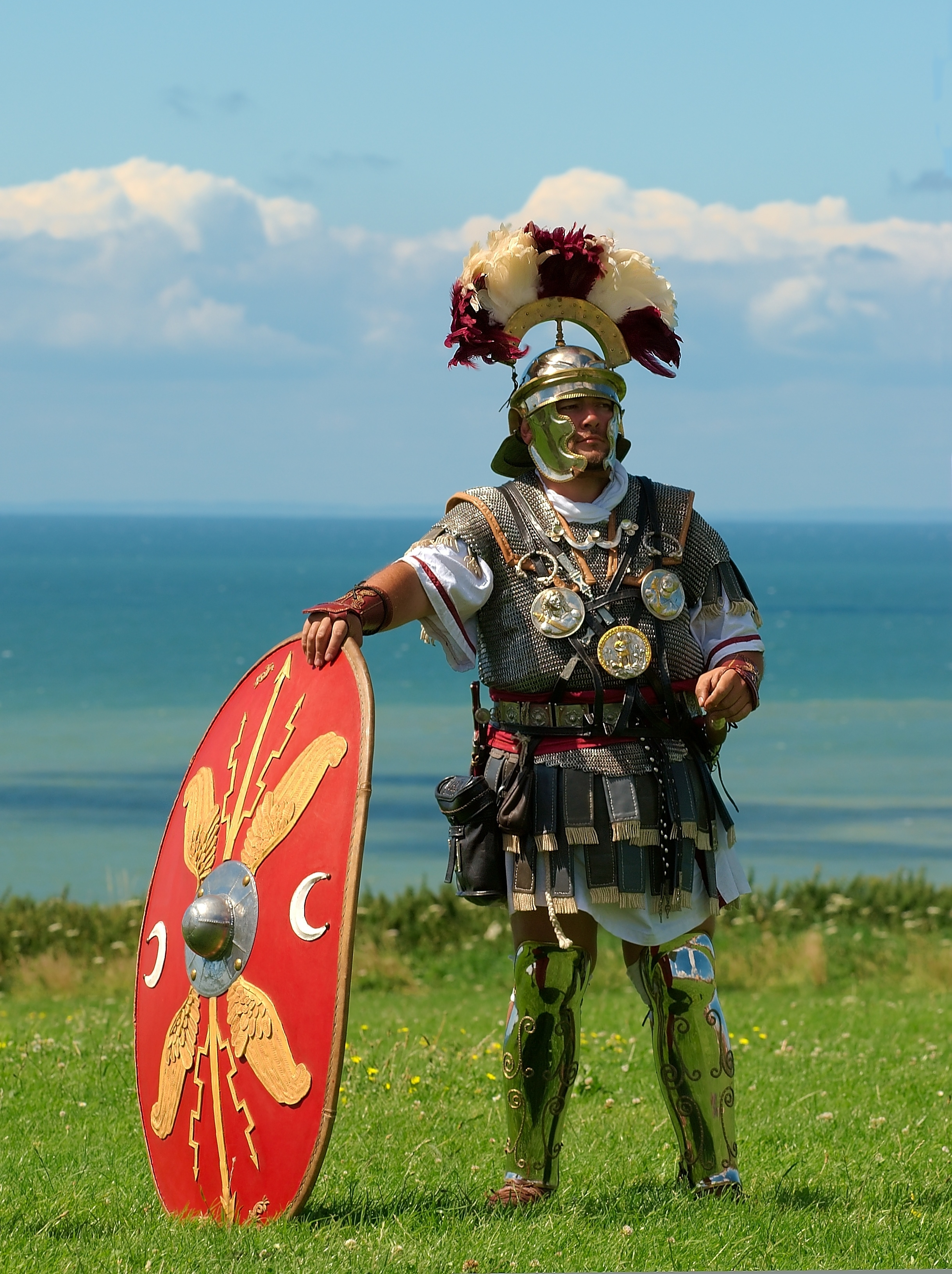
Historiskt återskapande av en centurion

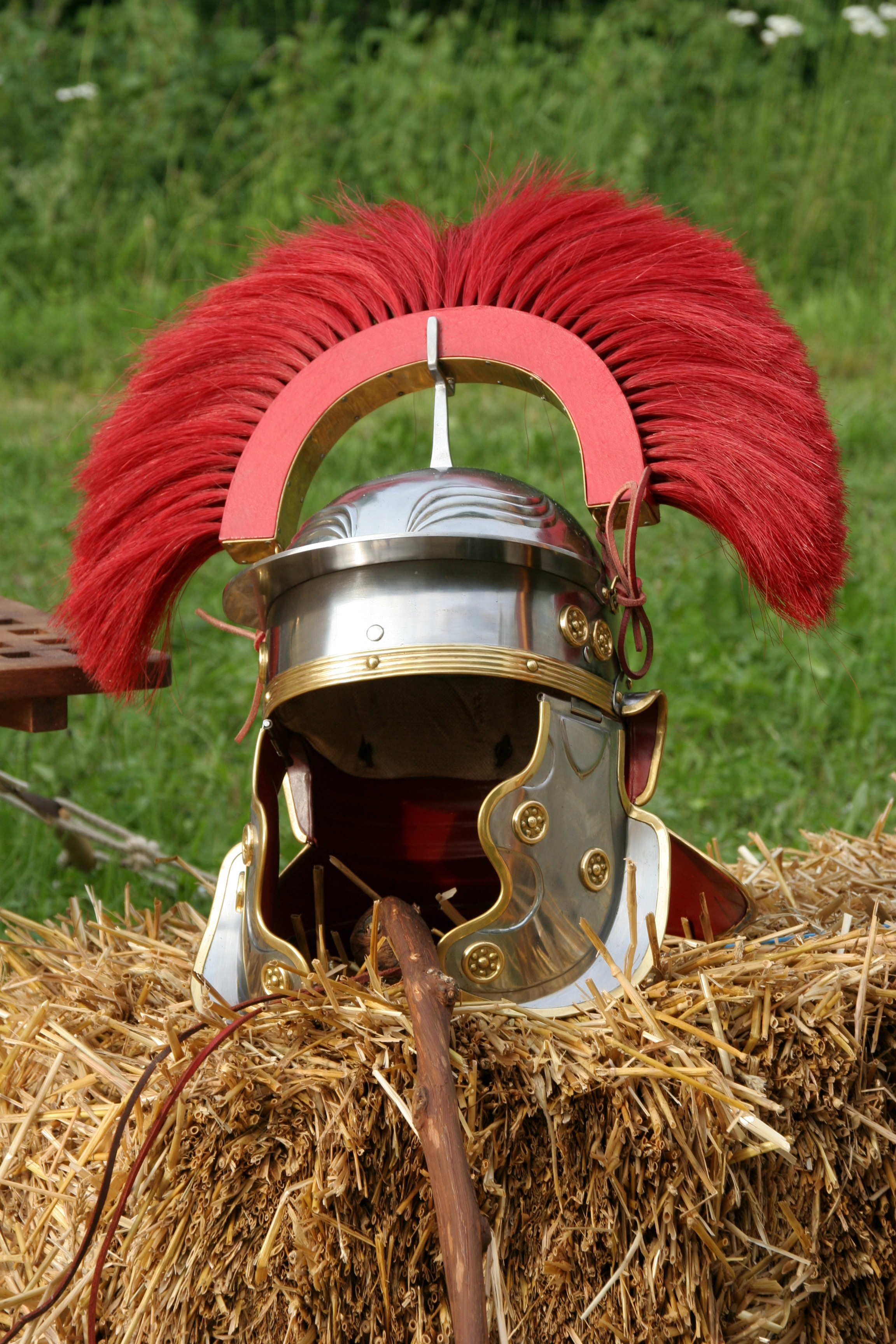
Centurionhjälm

Centurion (latin centurio, av centuria, ytterst av centum, 'hundra') var den huvudsakliga officersgraden i romarrikets armé. En centurion styrde över en centuria, som var den minsta enheten i en romersk legion. Deras viktigaste funktion var att upprätthålla den romerska arméns stenhårda disciplin. En legion bestod normalt av 6000 soldater uppdelade på tio kohorter, som var uppdelade på sex centuria. En centurion var alltså befälhavare för i teorin hundra legionärer, och det fanns 60 centuria i en legion. Centurierna i en legion var administrativt ordnade i en inbördes rangordning och hade olika ansvarsområden. I praktiken hade de olika centurierna trots olika grad emellertid samma status, med undantag från den centurien med högst grad i den högst rankade kohorten. Denne officer, primus pilus, satt med i krigsråden med de högre officerarna och krigstribunerna. De flesta centurierna var ursprungligen plebejer och hade rekryterats som vanliga soldater. De fick avsevärt högre lön och större andel vid plundring än vanliga soldater.